# Le Chat et un vieux rat
Le Chat et un vieux rat est la dix-huitième fable du livre III de Jean de La Fontaine situé dans le premier recueil des Fables de La Fontaine, édité pour la première fois en 1668.
Jean de La Fontaine rassemble dans cette fable deux histoires : l'apologue d'Ésope Le Chat et les rats et le texte de Phèdre La Belette et les rats.

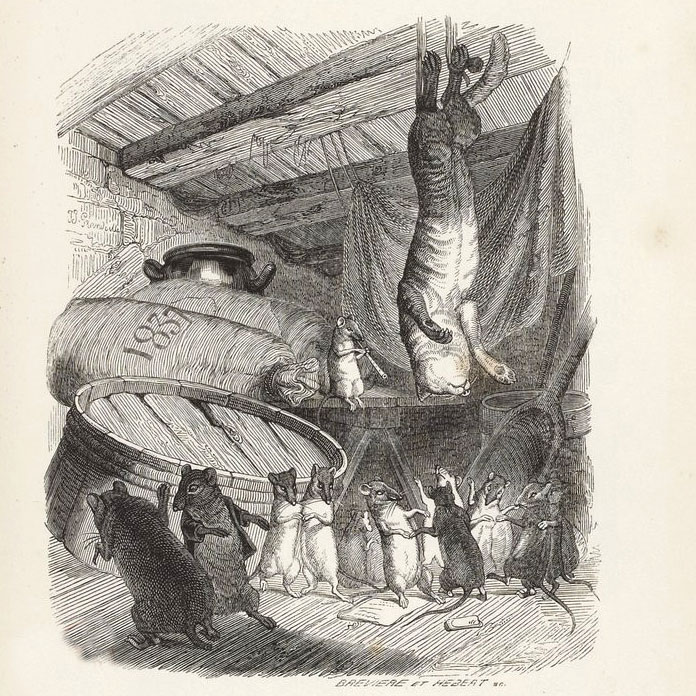
Dessin de Grandville (1838-1840)

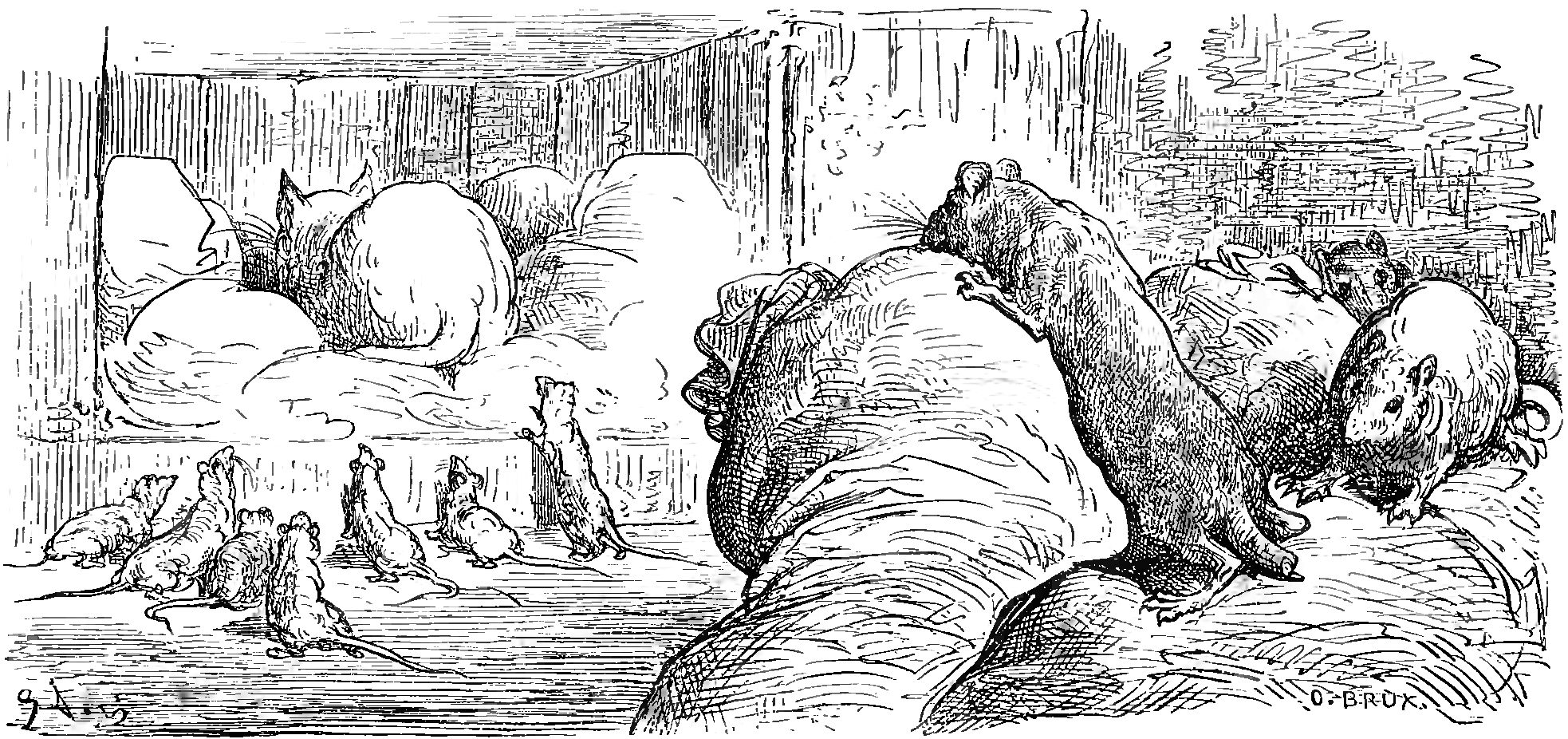
Gravure de Gustave Doré (1876)

## Texte
LE CHAT ET UN VIEUX RAT
[Ésope + Phèdre,]

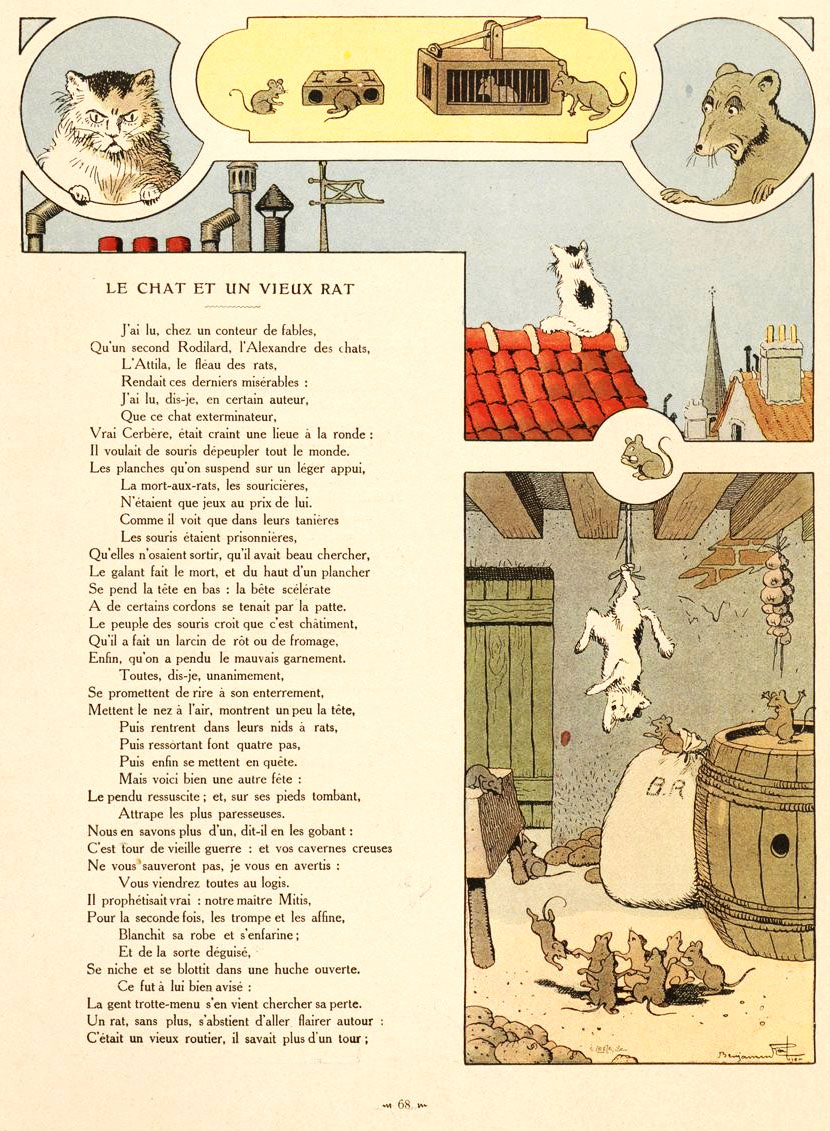
Bande dessinée de Benjamin Rabier (1906) (début)

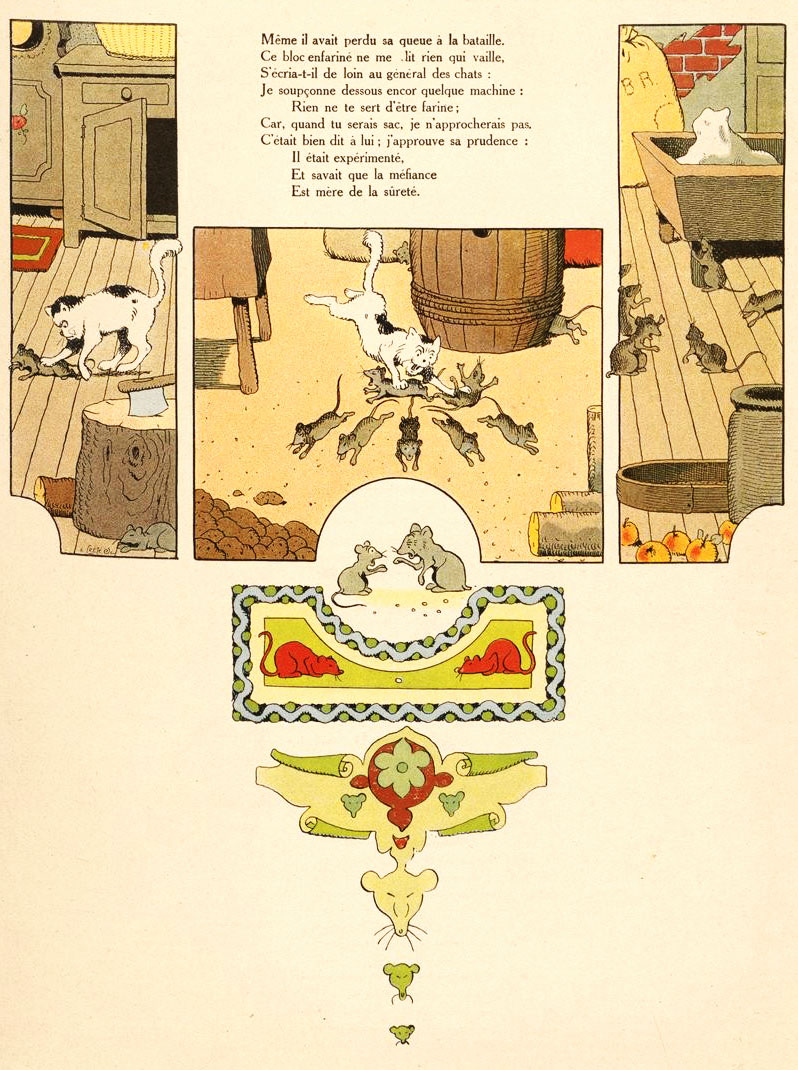
Bande dessinée de Benjamin Rabier (1906) (fin)

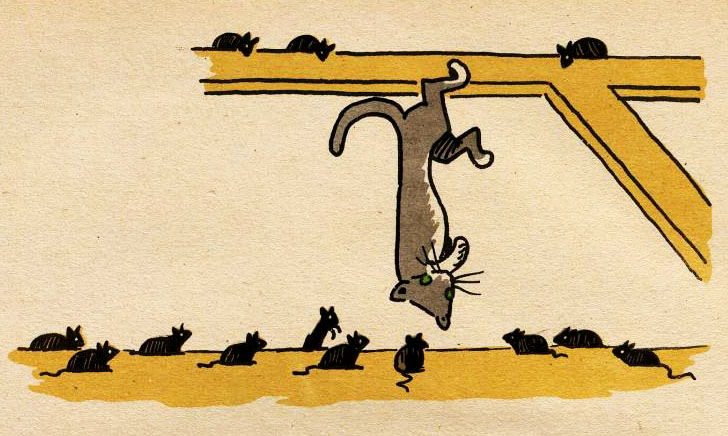
Illustration d'André Hellé (1946)

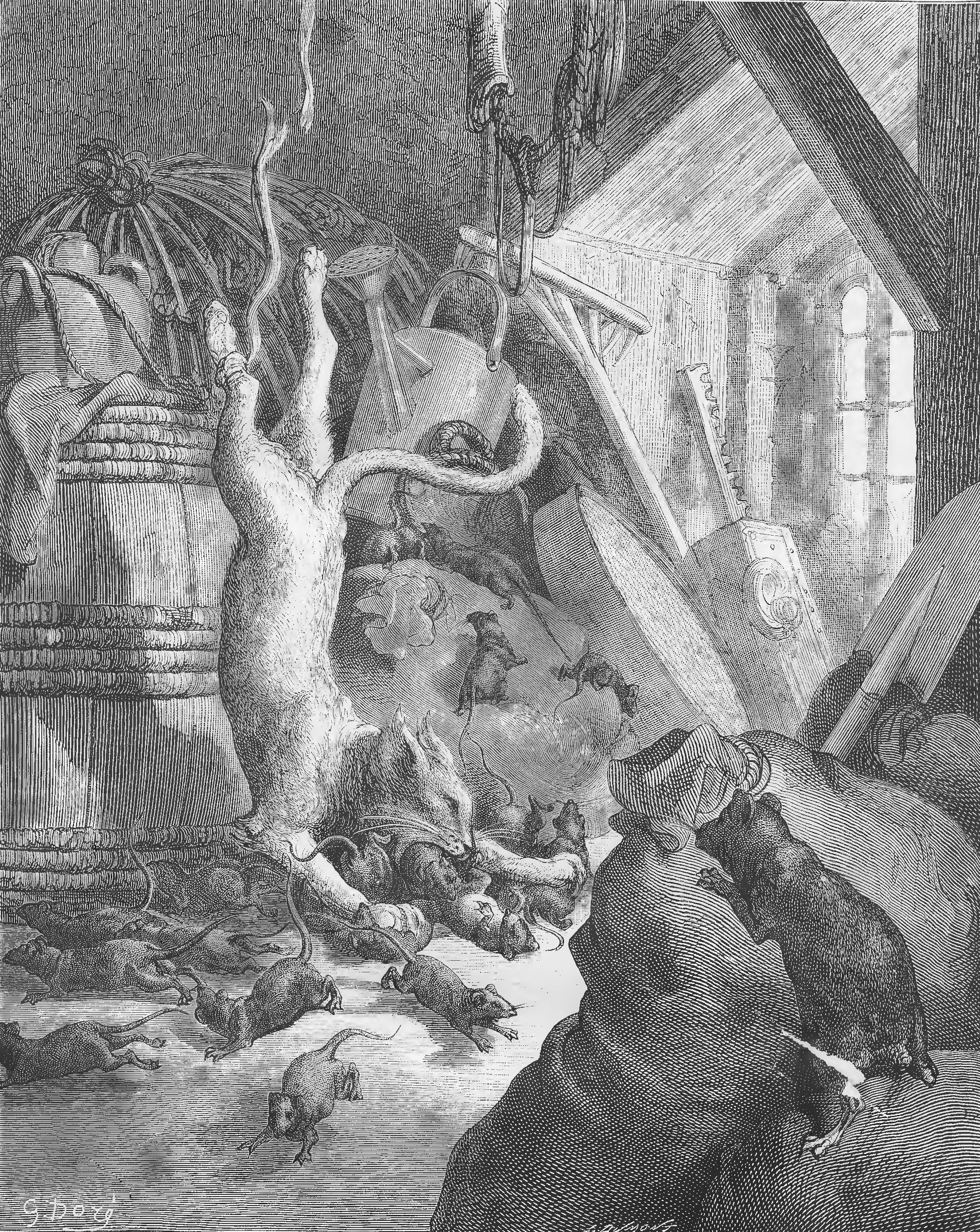
Gravure de Gustave Doré (1876)

           J'ai lu, chez un conteur de fables, 
Qu'un second Rodilard (1), l'Alexandre des Chats, (2) 
           L'Attila, le fléau des rats,(3) 
           Rendait ces derniers misérables (4) :  
           J'ai lu, dis-je, en certain auteur, 
           Que ce chat exterminateur,
Vrai Cerbère (5), était craint une lieue à la ronde : 
Il voulait de Souris dépeupler tout le monde. 
Les planches qu'on suspend sur un léger appui, 
           La mort-aux-rats, les souricières, 
           N'étaient que jeux (6) au prix de lui. 
           Comme il voit que dans leurs tanières 
           Les Souris étaient prisonnières, 
Qu'elles n'osaient sortir, qu'il avait beau chercher, 
Le galand (7) fait le mort, et du haut d'un plancher (8) 
Se pend la tête en bas. La bête scélérate 
À de certains cordons se tenait par la patte. 
Le peuple des Souris croit que c'est châtiment, 
Qu'il a fait un larcin de rôt (9) ou de fromage, 
Égratigné quelqu'un, causé quelque dommage ; 
Enfin qu'on a pendu le mauvais garnement. 
           Toutes, dis-je,  unanimement 
Se promettent de rire à son enterrement, 
Mettent le nez à l'air, montrent un peu la tête, 
           Puis rentrent  dans leurs nids à rats, 
           Puis ressortant font quatre pas, 
           Puis enfin se mettent en quête. 
           Mais voici bien une autre fête : 
Le pendu ressuscite ; et sur ses pieds tombant, 
           Attrape les plus paresseuses. 
" Nous en savons plus d'un, dit-il en les gobant : 
C'est tour de vieille guerre ; et vos cavernes creuses 
Ne vous sauveront pas ; je vous en avertis :  
           Vous viendrez toutes au logis. "
Il prophétisait vrai : notre maître Mitis (10) 
Pour la seconde fois les trompe et les affine (11), 
           Blanchit sa robe et s'enfarine ; 
           Et de la sorte déguisé, 
Se niche et se blottit dans une huche ouverte. 
           Ce fut à lui bien avisé : 
La gent trotte-menu s'en vient chercher sa perte. 
Un Rat sans plus s'abstient d'aller flairer autour : 
C'était un vieux routier (12) ; il savait plus d'un tour ; 
Même il avait perdu sa queue à la bataille. 
" Ce bloc enfariné ne me dit rien qui vaille, 
S'écria-t-il de loin au général des Chats : 
Je soupçonne dessous encor quelque machine (13). 
           Rien ne te sert d'être farine ; 
Car quand tu serais sac, je n'approcherais pas. " 
C'était bien dit à lui ; j'approuve sa prudence : 
           Il était expérimenté, 
           Et savait que la méfiance 
                                     Est mère de la sûreté.
Vocabulaire
(1) Nom a consonance latine (Rongelard) emprunté à Rabelais (Quart Livre, chapitre LXVII). Chez Jean de La Fontaine, ce nom est aussi utilisé dans la fable Conseil tenu par les rats
(2) référence à Alexandre le Grand (356-323 avant notre ère), roi de Macédoine, fin stratège célèbre pour ses nombreuses conquêtes militaires. 
(3) Attila, roi des Huns qui envahit et ravagea l'Empire romain au Ve siècle, surnommé « le fléau de Dieu. » Ici, c'est « le fléau des rats. » 
(4) dignes de pitié 
(5) dans la mythologie de l'antiquité, Cerbère est un chien à 3 têtes qui garde les Enfers
(6) en comparaison à
(7) "Habile, adroit, dangereux" (dictionnaire de Furetière) 
(8) haut d'un plancher: " On le dit tant du sol sur lequel on marche [...] que de ce qui est sur la tête" (dictionnaire de Furetière). Ici, c'est le plafond constitué de planches
(9) rôti (viande rôtie) 
(10) Mitis (se prononce ici Miti pour la rime) signifie "doux" en latin. Ce mot est employé par Bonaventure Des Périers (vers1510-1543) pour désigner un chat (Nouvelles récréations et joyeux devis, XXI)
(11) "Se dit figurément en morale des niais qu'on rend plus fins en leur faisant quelque tromperie" (dictionnaire de Furetière)
(12) "Se dit figurément en morale des gens prudents qui connaissent les choses par pratique et par expérience" (dictionnaire de Furetière)
(13) ruse